# Challenger Pro League 2024-2025
La Challenger Pro League 2024-2025 è la 108ª edizione della Challenger Pro League, secondo torneo professionistico del campionato belga di calcio. La stagione 2024-25 della Challenger Pro League è iniziata il 16 agosto 2024 e dovrebbe terminare a maggio 2025. È la terza stagione con il suo nuovo nome dopo essere stata ribattezzata da Première Division B.

## Partecipanti stagione 2024-2025
| Squadra                   | Città                | Stadio                            | Capacità |
| ------------------------- | -------------------- | --------------------------------- | -------- |
| SK Beveren                | Beveren              | Freethiel Stadion                 | 8.190    |
| Club NXT                  | Bruges               | Schiervelde Stadion (Roeselare)   | 8.340    |
| Deinze                    | Deinze               | Burgemeester Van de Wiele Stadion | 7.515    |
| KAS Eupen                 | Eupen                | Kehrwegstadion                    | 8.363    |
| Francs Borains            | Boussu               | Stade Robert Urbain               | 6.000    |
| Jong Genk                 | Genk                 | Luminus Arena                     | 24.956   |
| RAAL La Louviére          | La Louvière          | Stade du Tivoli                   | 12.500   |
| Lierse Kempenzonen        | Lier                 | Herman Vanderpoortenstadion       | 14.538   |
| KSC Lokeren-Temse         | Lokeren              | Daknamstadion                     | 9.560    |
| Lommel SK                 | Lommel               | Soevereinstadion                  | 8.000    |
| Patro Eisden Maasmechelen | Maasmechelen         | Gemeentelijk Sportparkstadion     | 3.900    |
| RFC Liegi                 | Liegi                | Stade de Rocourt                  | 4.147    |
| Seraing                   | Seraing              | Stade du Pairay                   | 14.236   |
| RSCA Futures              | Anderlecht           | Stadio Re Baldovino               | 50.122   |
| RWD Molenbeek             | Molenbeek, Bruxelles | Edmond Machtens Stadion           | 12.266   |
| Zulte Waregem             | Waregem              | Regenboogstadion                  | 12,250   |

## Classifica finale
Aggiornata al 24 maggio 2025.
|  | Pos. | Squadra          | Pt      | G  | V  | N  | P  | GF | GS | DR  |
|  | ---- | ---------------- | ------- | -- | -- | -- | -- | -- | -- | --- |
|  | 1.   | Zulte Waregem    | 59      | 28 | 18 | 5  | 5  | 55 | 30 | +25 |
|  | 2.   | RAAL La Louvière | 59      | 28 | 17 | 8  | 3  | 50 | 24 | +26 |
|  | 3.   | RWDM47           | 57      | 28 | 17 | 6  | 5  | 42 | 21 | +21 |
|  | 4.   | SK Beveren       | 51      | 28 | 14 | 9  | 5  | 41 | 27 | +14 |
|  | 5.   | Patro Eisden     | 49      | 28 | 13 | 10 | 5  | 51 | 28 | +23 |
|  | 6.   | Club NXT         | 47      | 28 | 14 | 5  | 9  | 46 | 35 | +11 |
|  | 7.   | Lokeren-Temse    | 41      | 28 | 12 | 5  | 11 | 32 | 35 | -3  |
|  | 8.   | Lierse           | 40      | 28 | 11 | 7  | 10 | 40 | 35 | +5  |
|  | 9.   | RFC Liegi        | 34      | 28 | 9  | 7  | 12 | 38 | 44 | -6  |
|  | 10.  | Eupen            | 30      | 28 | 8  | 6  | 14 | 38 | 47 | -9  |
|  | 11.  | Lommel           | 29      | 28 | 8  | 5  | 15 | 32 | 46 | -14 |
|  | 12.  | Francs Borains   | 28      | 28 | 8  | 4  | 16 | 29 | 50 | -21 |
|  | 13.  | RSCA Futures     | 23      | 28 | 5  | 8  | 15 | 41 | 54 | -13 |
|  | 14.  | Seraing          | 19      | 28 | 3  | 10 | 15 | 28 | 55 | -27 |
|  | 15.  | Jong Genk        | 14      | 28 | 3  | 5  | 20 | 30 | 62 | -32 |
|  | 16.  | Deinze (-3)      | Esclusa |    |    |    |    |    |    |     |

Legenda:
       Promosso in Pro League 2024-2025.
 Ammessa ai play-off
       Retrocesso in Nationale 1 2024-2025.
       Fallito a stagione in corso.
Regolamento:
Tre punti a vittoria, uno a pareggio, zero a sconfitta.
In caso di arrivo di due o più squadre a pari punti, la graduatoria verrà stilata secondo la classifica avulsa tra le squadre interessate che prevede, in ordine, i seguenti criteri:
- Punti negli scontri diretti
- Differenza reti negli scontri diretti
- Differenza reti generale
- Reti realizzate in generale
- Sorteggio

Note:
Il 12 novembre 2024, al Deinze sono stati tolti 3 punti per gli stipendi dei giocatori in sospeso non pagati.
Il 19 dicembre 2024 è stato ufficializzato il fallimento del Deinze, che si è ritirato dalla competizione.

## Spareggi

### Play-off
Tabellone
|  | Semifinali | Semifinali    | Semifinali | Semifinali | Semifinali |  |  | Finale | Finale        | Finale | Finale | Finale |  |
|  |            |               |            |            |            |  |  |        |               |        |        |        |  |
|  | 4          | SK Beveren    | 2          | 1          | 3          |  |  |        |               |        |        |        |  |
|  | 5          | Patro Eisden  | 3          | 2          | 5          |  |  | 5      | Patro Eisden  | 2      | 1      | 3      |  |
|  | 3          | RWDM47        | 0          | 3          | 3          |  |  | 7      | Lokeren-Temse | 1      | 1      | 2      |  |
|  | 7          | Lokeren-Temse | 2          | 2          | 4          |  |  |        |               |        |        |        |  |

### Spareggio
| Squadra 1    | Totale | Squadra 2     | Andata | Ritorno |
| ------------ | ------ | ------------- | ------ | ------- |
| Patro Eisden | 2 - 8  | Cercle Bruges | 1 - 5  | 1 - 3   |